# Cabeceira Grande
Cabeceira Grande é um município brasileiro do estado de Minas Gerais. É o único município de Minas Gerais que faz divisa com o Distrito Federal. Dista cerca de 665 km da capital estadual, Belo Horizonte e 117 km da capital nacional, Brasília. Sua população em 2022 era de 6 627 habitantes. O município possui dois distritos, o distrito-sede de Cabeceira Grande e o distrito de Palmital de Minas. A economia local vem da safra de grãos e agropecuária.